# Longchaumois
Longchaumois és un municipi francès situat al departament del Jura i a la regió de Borgonya - Franc Comtat. L'any 2007 tenia 1.136 habitants.

## Demografia

### Població
El 2007 la població de fet de Longchaumois era de 1.136 persones. Hi havia 470 famílies de les quals 140 eren unipersonals (56 homes vivint sols i 84 dones vivint soles), 143 parelles sense fills, 171 parelles amb fills i 16 famílies monoparentals amb fills.
La població ha evolucionat segons el següent gràfic:
Habitants censats

### Habitatges
El 2007 hi havia 746 habitatges, 474 eren l'habitatge principal de la família, 216 eren segones residències i 57 estaven desocupats. 494 eren cases i 245 eren apartaments. Dels 474 habitatges principals, 342 estaven ocupats pels seus propietaris, 125 estaven llogats i ocupats pels llogaters i 6 estaven cedits a títol gratuït; 16 tenien una cambra, 36 en tenien dues, 50 en tenien tres, 110 en tenien quatre i 262 en tenien cinc o més. 286 habitatges disposaven pel capbaix d'una plaça de pàrquing. A 204 habitatges hi havia un automòbil i a 222 n'hi havia dos o més.

### Piràmide de població
La piràmide de població per edats i sexe el 2009 era:
| Homes | Edats   | Dones |
| ----- | ------- | ----- |
| 0     | 95 o +  | 4     |
| 4     | 90 a 94 | 12    |
| 4     | 85 a 89 | 36    |
| 4     | 80 a 84 | 0     |
| 24    | 75 a 79 | 12    |
| 12    | 70 a 74 | 20    |
| 20    | 65 a 69 | 20    |
| 20    | 60 a 64 | 12    |
| 28    | 55 a 59 | 24    |
| 28    | 50 a 54 | 28    |
| 32    | 45 a 49 | 28    |
| 40    | 40 a 44 | 52    |
| 40    | 35 a 39 | 52    |
| 44    | 30 a 34 | 48    |
| 44    | 25 a 29 | 32    |
| 20    | 20 a 24 | 28    |
| 52    | 15 a 19 | 36    |
| 52    | 10 a 14 | 40    |
| 44    | 5 a 9   | 24    |
| 44    | 0 a 4   | 48    |

## Economia
El 2007 la població en edat de treballar era de 717 persones, 581 eren actives i 136 eren inactives. De les 581 persones actives 557 estaven ocupades (301 homes i 256 dones) i 25 estaven aturades (13 homes i 12 dones). De les 136 persones inactives 55 estaven jubilades, 41 estaven estudiant i 40 estaven classificades com a «altres inactius».

### Ingressos
El 2009 a Longchaumois hi havia 459 unitats fiscals que integraven 1.160,5 persones, la mediana anual d'ingressos fiscals per persona era de 21.049 €.

### Activitats econòmiques
Dels 44 establiments que hi havia el 2007, 1 era d'una empresa extractiva, 3 d'empreses alimentàries, 12 d'empreses de fabricació d'altres productes industrials, 5 d'empreses de construcció, 4 d'empreses de comerç i reparació d'automòbils, 1 d'una empresa de transport, 5 d'empreses d'hostatgeria i restauració, 1 d'una empresa financera, 3 d'empreses de serveis, 6 d'entitats de l'administració pública i 3 d'empreses classificades com a «altres activitats de serveis».
Dels 10 establiments de servei als particulars que hi havia el 2009, 1 era una oficina de correu, 2 fusteries, 1 lampisteria, 1 electricista, 2 perruqueries i 3 restaurants.
Dels 3 establiments comercials que hi havia el 2009, 1 era una gran superfície de material de bricolatge, 1 una botiga de menys de 120 m² i 1 una fleca.
L'any 2000 a Longchaumois hi havia 14 explotacions agrícoles que ocupaven un total de 800 hectàrees.

## Equipaments sanitaris i escolars
L'únic equipament sanitari que hi havia el 2009 era una farmàcia.
El 2009 hi havia una escola elemental.

## Poblacions més properes
El següent diagrama mostra les poblacions més properes.